# Terra Bloem
Terra Bloem (voorheen Koetsier) verkoopt zelfgemaakte sieraden en gaat verschillende kroegen langs om ze aan te prijzen. Ze gaat De Koning binnen en loopt Sylvester tegen het lijf. Voor beiden was het liefde op het eerste gezicht, maar Terra heeft concurrentie van Charlie Fischer. En dan is er ook nog Sylvesters geheimzinnige tatoeage. Charlie weet wat het betekent, het blijkt een symbool te zijn van een racistische groep. Sylvester weet Terra ervan te overtuigen dat de tatoeage tot zijn verleden behoort en dat hij dat voornamelijk voor zijn vader deed. Het loopt dan uit de hand wanneer Sylvesters vader "Arie" in Meerdijk arriveert. Terra en Sylvester weten Cleo te vragen om zich voor te doen als Sylvesters vriendin, maar Sylvester en Terra zijn niet voorzichtig genoeg, want ze worden betrapt door Arie. Arie is woest en laat hem zien hoe je in zijn ogen donkere vrouwen behandelt. Arie dwingt Sylvester toe te kijken hoe hij Terra verkracht. Uiteindelijk weten Sylvester en Terra dit drama te overleven en komen weer bij elkaar. Terra en Sylvester trouwen uiteindelijk, mede voor de verblijfsvergunning van Sylvester.
Terra wordt benaderd door een grote modeontwerper. Hij vindt dat Terra goede accessoires ontwerpt dat bij zijn collectie past. Hoewel Terra's carrière goed loopt, is die van Sylvester mislukt. Sylvester vindt het dan ook moeilijk dat het met zijn vrouw beter gaat. Terra's huwelijk komt in gevaar en ze besluit er een punt achter te zetten.
Nu Terra een goedlopende carrière heeft opgebouwd, moet ze een volgende klap verwerken. Terra besluit Sylvester nog een kans te geven, maar die is ondertussen een relatie begonnen met Charlie. Het wordt Terra allemaal te veel en besluit zelfmoord te plegen. Terra snijdt haar polsen door, maar wordt op tijd gevonden door haar zus Gladys. Zij is dan ook degene die Terra er weer bovenop weet te brengen.
Als Sylvester naar New York vertrekt om een plaat op te nemen is Terra erg blij voor hem. Enkele weken later krijgt ze een uitnodiging om Sylvesters cd-presentatie bij te wonen en besluit voor een korte periode te vertrekken naar New York. Ze laat enkele weken later aan Charlie en Gladys weten dat Sylvester en zij weer bij elkaar zijn en dat ze niet meer terugkomt. Ze opent uiteindelijk bij Central Park een nieuw winkeltje.